# Monumento à captura do trem blindado
O Monumento à captura do trem blindado (em castelhano:  Monumento a la toma del tren blindado), conhecido apenas como El Tren Blindado, é um monumento nacional, parque memorial e museu da Revolução Cubana, localizado na cidade de Santa Clara, em Cuba. Foi criado pelo escultor cubano José Delarra no local e em memória da captura de um trem blindado em 29 de dezembro de 1958, durante a Batalha de Santa Clara.

## Visão geral
O memorial está localizado na Avenida Liberación, no bairro de Bengochea, logo após o depósito da estação Santa Clara, próximo a uma passagem de nível. Está localizado entre a linha ferroviária Havana - Camagüey - Santiago e o rio Cubanicay. Consiste em um parque de esculturas aberto, um obelisco dedicado a Che Guevara e um monumento representando a escavadeira usada por Guevara e seus soldados para descarrilar o trem. Os vagões descarrilados são usados como salas do museu.

## Eventos históricos
A captura do trem ocorreu após a conquista de toda Santa Clara. Devido a esta vitória final, a cidade ainda é chamada de "cidade dos guerrilheiros heróicos". Depois que Fidel Castro capturou Santa Clara, Batista queria provocar uma reviravolta na batalha e na guerra. Numa tentativa de derrotar os revolucionários liderados por Fidel Castro, ele enviou um trem blindado de Havana em 23 de dezembro de 1958. O grande trem tinha duas locomotivas a diesel e dezessete vagões de carga de quatro eixos e veículos de transporte de pessoal fabricados nos EUA. O trem transportou 373 soldados armados, munições e provisões para dois meses.
No dia seguinte, chegou a Santa Clara e parou no sopé da colina Loma del Capiro. Três dias depois, dezoito guerrilheiros sob o comando de Ernesto "Che" Guevara atacaram o trem. Quando os oficiais tentaram mover o trem para uma posição melhor, Guevara descarrilou o trem ao destruir 30 metros dos trilhos. Após várias horas de combate feroz, os guerrilheiros capturaram as armas e munições. Os oficiais finalmente se renderam à noite. Muitos dos rebeldes fizeram amizade e confraternizaram com os soldados contra os quais tinham lutado apenas algumas horas antes.

## Galeria

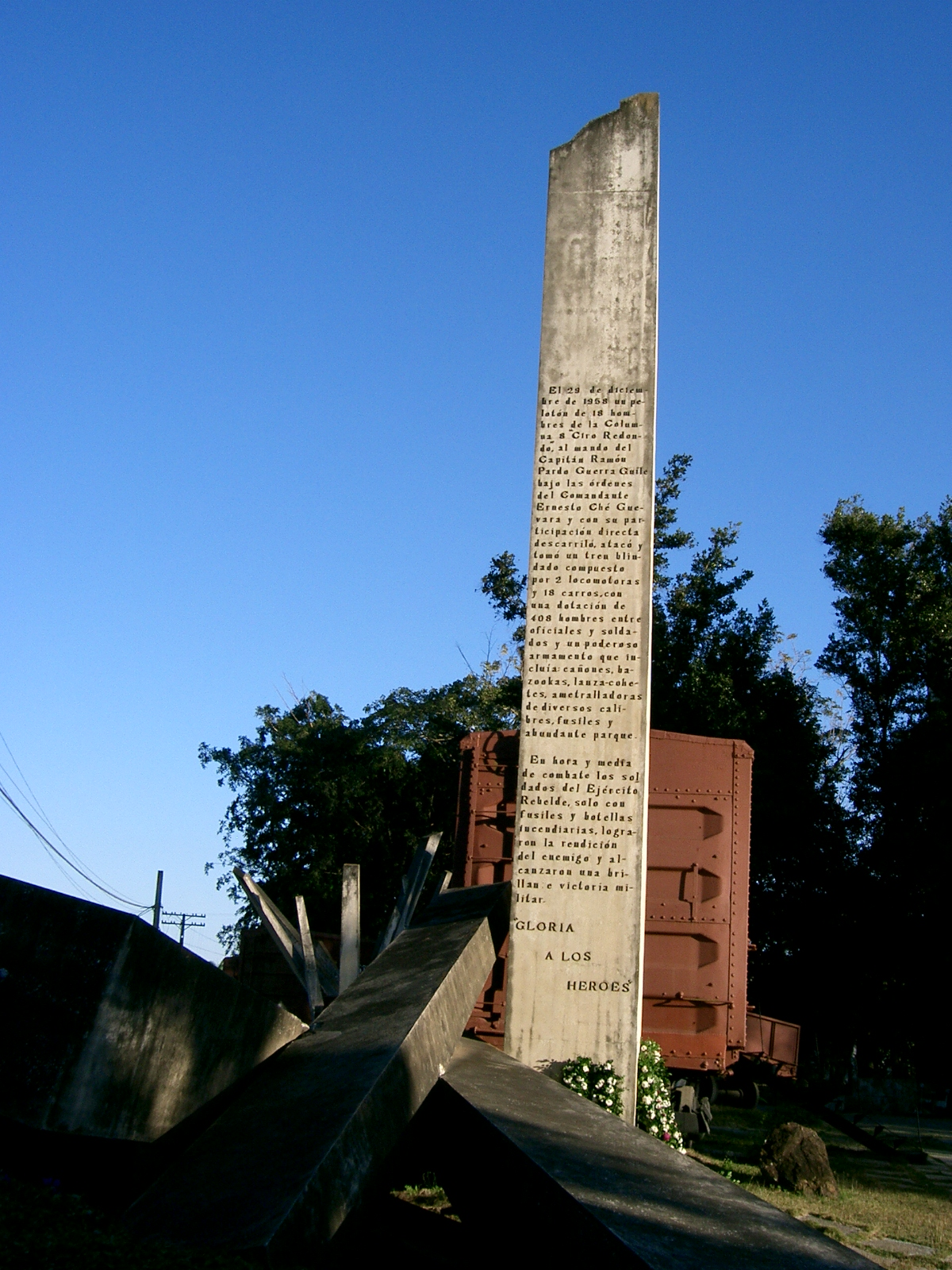
O "Obelisco de Che Guevara".
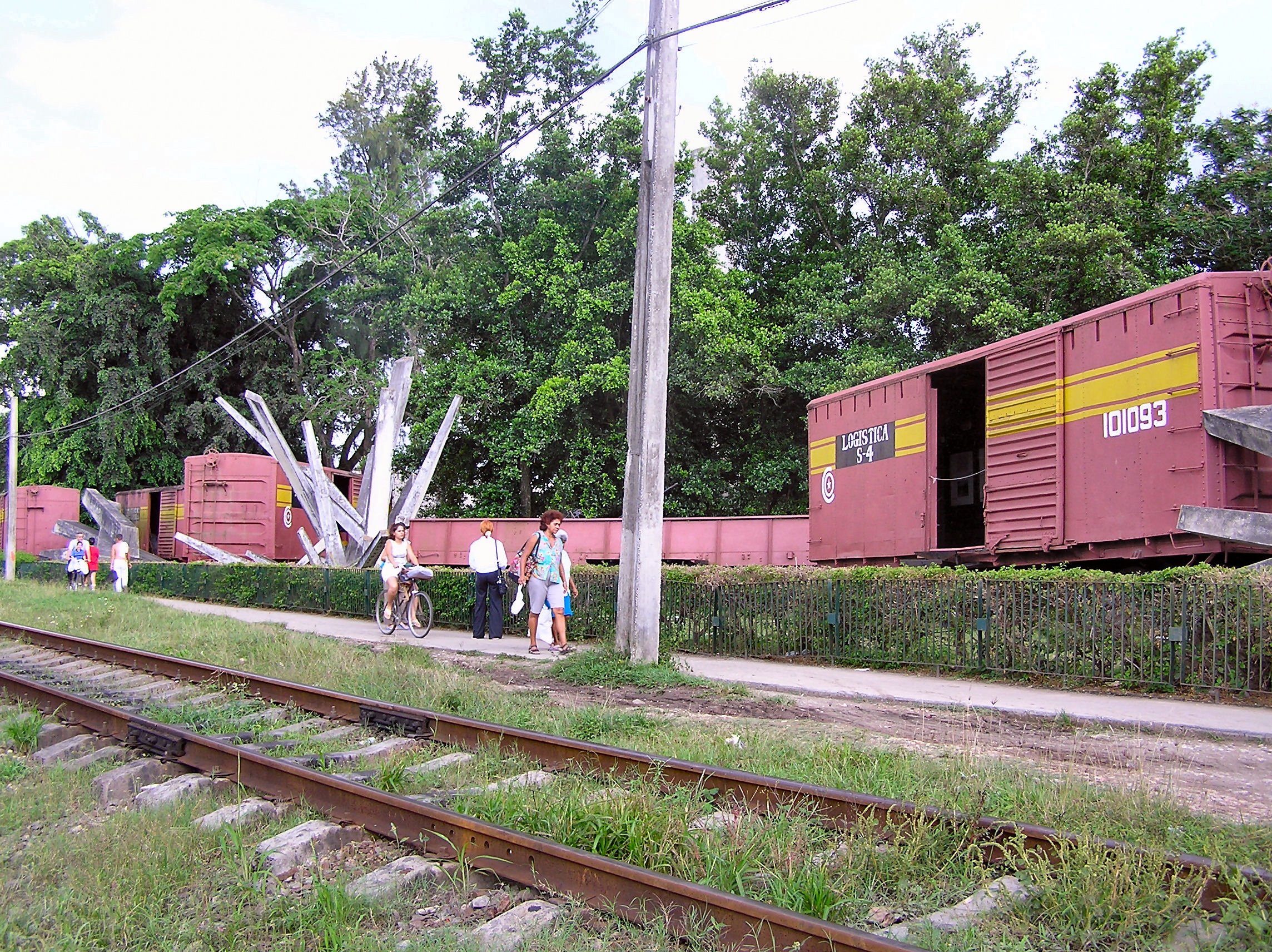
Vista do memorial da linha ferroviária Havana-Santiago.
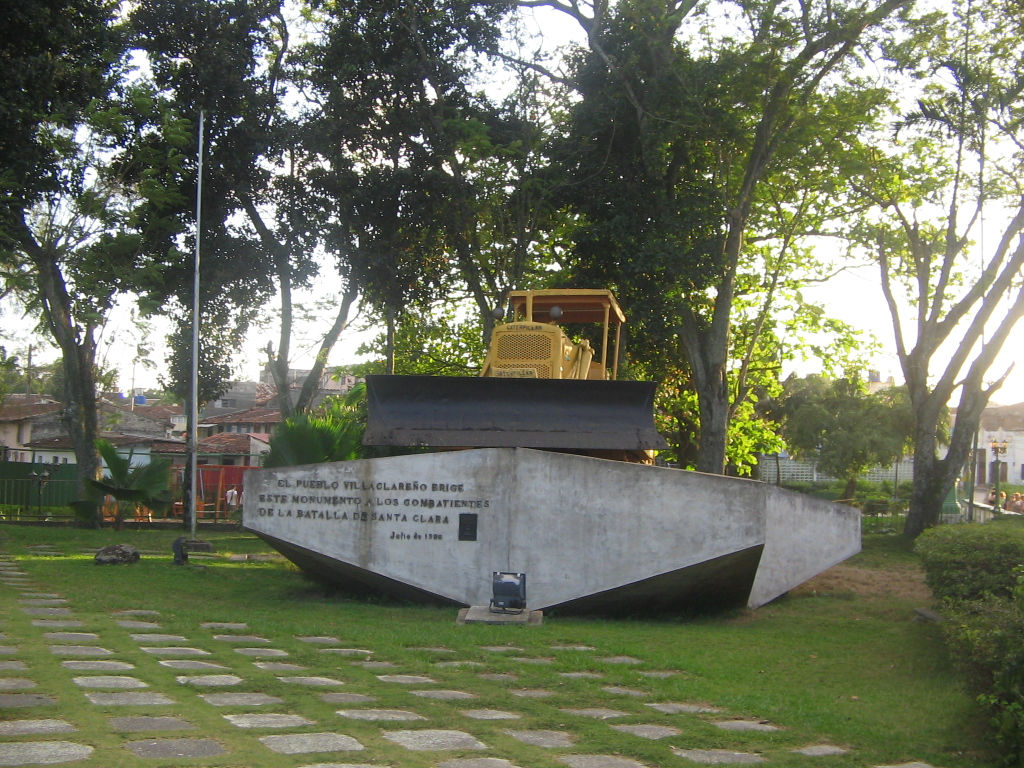
Monumento da escavadeira.
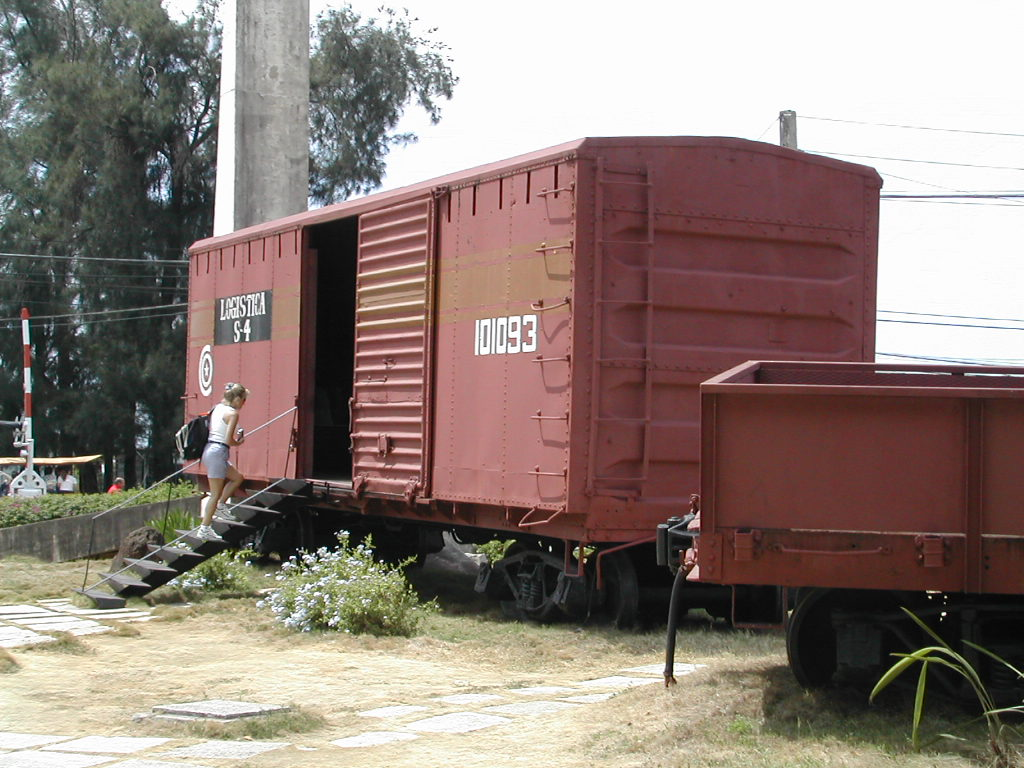
Entrada de um vagão do trem blindado.
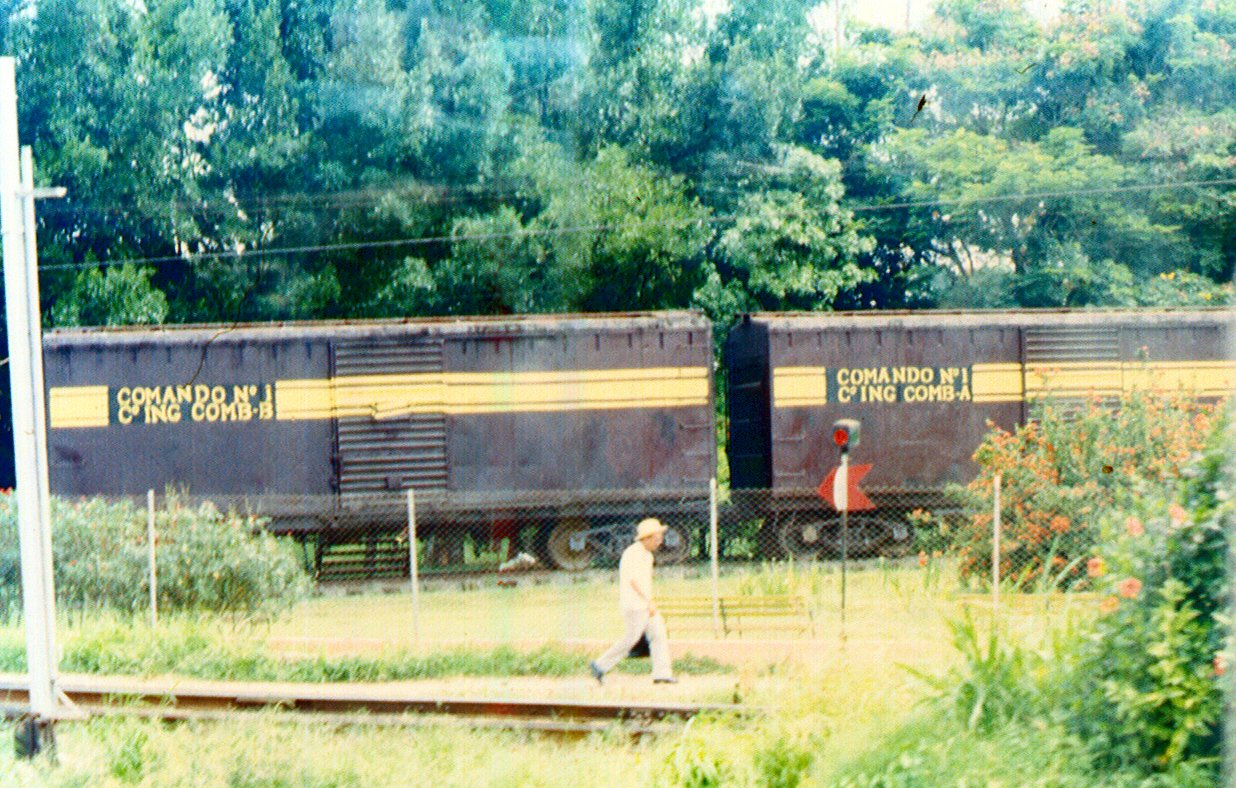
Antigo disposição do parque mostrando carros com uma pintura marrom escura diferente (1984).

## Mídia
Os eventos que cercaram o Trem Blindado foram retratados em pelo menos dois filmes de grandes estúdios:
- Cuba, um filme dramático dos EUA de 1979 dirigido por Richard Lester e estrelado por Sean Connery.[5]
- Che (Parte 1: O Argentino), um filme de drama americano/francês/espanhol de 2008 dirigido por Steven Soderbergh e estrelado por Benicio del Toro.[6]